# Kat Dennings
Katherine Victoria Litwack, mais conhecida pelo nome artístico de Kat Dennings (Bryn Mawr, 13 de junho de 1986), é uma atriz estadunidense. Ela é conhecida por seus papéis como Max Black na sitcom da CBS 2 Broke Girls (2011–2017) e como Darcy Lewis nas produções de super-heróis do Universo Cinematográfico Marvel, Thor (2011), Thor: The Dark World (2013) e na minissérie do Disney+, WandaVision (2021).
Desde sua estreia como atriz em 2000, apareceu em filmes como The 40 Year-Old Virgin (2005), Big Momma's House 2 (2006), Charlie Bartlett (2007), The House Bunny (2008), Nick and Norah's Infinite Playlist (2008), Defendor (2009) e Suburban Gothic (2014).

## Biografia
Katherine Victoria Litwack nasceu em 13 de junho de 1986 em Bryn Mawr, Pensilvânia. Sua mãe, Ellen Judith Litwack, é poetisa e fonoaudióloga, e seu pai, Gerald J. Litwack, é farmacologista molecular, professor universitário e presidente. Dennings é a mais nova de cinco filhos, incluindo um irmão mais velho, Geoffrey S. Litwack. Sua família é judia.
Dennings foi educada em casa; sua única matrícula em uma escola tradicional foi por meio período na Friends' Central School. Ela se formou no colégio aos 14 anos e se mudou com sua família para Los Angeles para trabalhar em tempo integral com o sobrenome artístico "Dennings".

## Carreira
Seu primeiro papel como atriz foi em 2000, em um episódio da série de televisão Sex and the City. Também atuou em filmes como Raise Your Voice (2004), The 40 Year-Old Virgin (2005), Big Momma's House 2 (2006), Charlie Bartlett, The House Bunny  e Nick and Norah's Infinite Playlist, todos de 2008, além de Thor (2011).
Em 2011 estreou como protagonista da série de televisão 2 Broke Girls, atuando no papel de Max Black. A série conta a história de duas garçonetes "quebradas" financeiramente, que juntas planejam realizar o sonho de abrir uma loja de cupcakes.

## Vida pessoal
Dennings blogou de janeiro de 2001 a 20 de fevereiro de 2010 em seu site e também começou a fazer videoblogue no YouTube. A atriz declarou ao The Jewish Journal of Greater Los Angeles que o judaísmo "é uma parte importante da minha história, mas, como um todo, a religião não faz parte da minha vida". O artigo prosseguia dizendo que ela se considera mais afiliada étnica e culturalmente do que religiosamente.
Em dezembro de 2008, Dennings disse à revista BlackBook: "Eu não bebo, não fumo e não gosto de estar perto de pessoas que fumam". Em 2013, o The New York Times relatou que Dennings pratica a meditação transcendental.
Namorou o cantor e compositor Josh Groban de outubro de 2014 até 2016.

## Filmografia

### Cinema
| Ano  | Título                             | Papel                               | Notas        |
| ---- | ---------------------------------- | ----------------------------------- | ------------ |
| 2004 | Raise Your Voice                   | Sloane                              |              |
| 2005 | Down in the Valley                 | April                               |              |
| 2005 | The 40 Year-Old Virgin             | Marla Piedmont                      |              |
| 2005 | London                             | Lilly                               |              |
| 2006 | Big Momma's House 2                | Molly Fuller                        |              |
| 2007 | Charlie Bartlett                   | Susan Gardner                       |              |
| 2008 | The House Bunny                    | Mona                                |              |
| 2008 | Nick and Norah's Infinite Playlist | Norah Silverberg                    |              |
| 2009 | The Answer Man                     | Dahlia                              |              |
| 2009 | Shorts                             | Stacey Thompson                     |              |
| 2009 | Defendor                           | Katerina "Kat" Debrofkowitz / Angel |              |
| 2010 | Daydream Nation                    | Caroline Wexler                     |              |
| 2011 | Thor                               | Darcy Lewis                         |              |
| 2012 | To Write Love on Her Arms          | Renee Yohe                          |              |
| 2013 | Thor: The Dark World               | Darcy Lewis                         |              |
| 2014 | Suburban Gothic                    | Becca Thompson                      |              |
| 2015 | Hollywood Adventures               | Ela mesma                           | Participação |
| 2020 | Friendsgiving                      | Abby                                |              |
| 2022 | Thor: Love and Thunder             | Darcy Lewis                         |              |

### Televisão
| Ano          | Título                         | Papel                      | Notas                                                   |
| ------------ | ------------------------------ | -------------------------- | ------------------------------------------------------- |
| 2000         | Sex and the City               | Jenny Brier                | Episódio: "Hot Child in the City"                       |
| 2001–2002    | Raising Dad                    | Sarah Stewart              | Principal; 22 episódios                                 |
| 2002         | The Scream Team                | Claire Carlyle             | Telefilme                                               |
| 2003         | Without a Trace                | Jennifer Norton            | Episódio: "Sons and Daughters"                          |
| 2003         | Less than Perfect              | Kaitlin                    | Episódio: "The Girl Next Door"                          |
| 2004         | CSI: Crime Scene Investigation | Missy Wilson               | Episódio: "Early Rollout"                               |
| 2005         | Clubhouse                      | Angela                     | Episódio: "Stealing Home"                               |
| 2005–2006    | ER                             | Zoe Butler                 | 5 episódios                                             |
| 2005         | CSI: NY                        | Sarah Endecott             | Epis: "Manhattan Manhunt"                               |
| 2009         | American Dad!                  | Tanqueray (voz)            | Episódio: "G-String Circus"                             |
| 2010         | American Dad!                  | Female Juror (voz)         | Episódio: "The People vs. Martin Sugar"                 |
| 2011–2017    | 2 Broke Girls                  | Max George Black           | Principal; 138 episódios                                |
| 2012         | Robot Chicken                  | Várias vozes               | Episódio: "Executed by the State"                       |
| 2014         | 40th People's Choice Awards    | Ela mesma / apresentadora  | Especial para a televisão                               |
| 2014         | Sesame Street                  | Ela mesma                  | Episódio: "Bert's Training Wheels"                      |
| 2014         | The Newsroom                   | Blair Lansing              | Episódio: "Run"                                         |
| 2015         | RuPaul's Drag Race             | Ela mesma / Juiz convidado | Episódio: "ShakesQueer"                                 |
| 2015–2018    | Drunk History                  | Vários                     | 3 episódios                                             |
| 2017–2020    | Big Mouth                      | Leah Birch (voz)           | 13 episódios                                            |
| 2017         | Os Simpsons                    | Valerie (voz)              | Episódio: "Mr. Lisa's Opus"                             |
| 2018         | Dallas & Robo                  | Dallas Moonshiner (voz)    | Principal; 8 episódios Também como produtora            |
| 2019–present | Dollface                       | Jules Wiley                | Principal; 10 episódios Também como produtora executiva |
| 2021         | WandaVision                    | Darcy Lewis                | Principal; 4 episódios                                  |

### Videoclipes
| Ano  | Música              | Artista | Personagem        | Notas |
| ---- | ------------------- | ------- | ----------------- | ----- |
| 2013 | "Get the Girl Back" | Hanson  | Interesse amoroso |       |

### Audiobook
| Ano  | Título      | Personagem | Produtora |
| ---- | ----------- | ---------- | --------- |
| 2020 | The Sandman | Morte      | Audible   |

## Prêmios e indicações
| Ano  | Resultado | Premiação          | Categoria                                    | Título                             |
| ---- | --------- | ------------------ | -------------------------------------------- | ---------------------------------- |
| 2008 | Indicada  | Satellite Awards   | Melhor atriz em um filme, comédia ou musical | Nick and Norah's Infinite Playlist |
| 2009 | Indicada  | Teen Choice Awards | Escolha atriz de cinema: música/dança        | Nick and Norah's Infinite Playlist |
| 2009 | Indicada  | MTV Movie Awards   | Performance marcante feminina                | Nick and Norah's Infinite Playlist |